# Léonard Daghelinckx
Léonard Daghelinckx (10 avril 1900 – 2 mars 1987) est un coureur cycliste belge. Il a participé aux Jeux olympiques de 1920 et 1924. En 1924, il a gagné une médaille de bronze en poursuite par équipe.

## Palmarès
- 1920
  -  Champion de Belgique de vitesse amateurs
- 1921
  -  Champion de Belgique de vitesse amateurs
- 1923
  -  Champion de Belgique de vitesse amateurs
- 1924
  -  Médaillé de bronze de la poursuite olympique des Jeux olympiques
  -  Champion de Belgique de vitesse amateurs